# Frédéric Rothen
Frédéric Rothen (* 26. Januar 1976 in Boncourt JU) ist ein ehemaliger Schweizer Eishockeyspieler. Während seiner Karriere spielte er zwischen 1992 und 2010 für den HC Ajoie, EHC Kloten, HC Davos und EV Zug in der National League A.

## Karriere
Frédéric Rothen begann seine Karriere beim HC Ajoie. Danach wechselte er zum EHC Kloten, später zum HC Davos und danach über den EV Zug 2005 zurück nach Kloten. Nach dem Abgang von Romano Lemm im Sommer 2008 zum HC Lugano wurde er zum neuen Mannschaftskapitän der Kloten Flyers. Am 10. Januar 2009 zog er sich nach einem geblockten Schuss schwere Verletzungen im Kieferbereich zu, gab jedoch im ersten Finalspiel mit einem Spezialhelm seinen Einstand. Am 14. April 2010 wurde bekannt gegeben, dass Rothen, trotz laufendem Vertrag, zur nächsten Saison hin ausgemustert wird.
Am 3. Juni 2010 gaben die Kloten Flyers bekannt, dass Rothen seine Karriere beenden wird und nun als Fitnesstrainer für die Flyers arbeiten wird.

### International
Frédéric Rothen bestritt 53 Spiele für die Schweizer Nationalmannschaft.